# Conan razarač
Conan razarač (eng. Conan the Destroyer), američki fantastični pustolovni film snimljen 1984. godine u režiji Richarda Fleischera s Arnoldom Schwarzeneggerom u naslovnoj ulozi. Film je nastavak Conana barbarina iz 1982. godine.
Premda uspješan na kino blagajnama, film je ostvario podijeljene kritike, jer je zbog namjene široj publici reducirano grafičko nasilje, a povećan humor.

## Radnja
Zla kraljica Taramis (Sarah Douglas) pronalazi Conana (Arnold Schwarzenegger) i njegovog prijatelja, lopova Malaka (Tracey Walter) te obećaje Conanu da će oživjeti njegovu mrtvu ljubav Valeriju ako joj donese čarobni ključ iz začaranog dvorca čarobnjaka Totha Amona (Pat Roach). Na putovanju im se pridružuju kraljičina nećakinja princeza Jehnna (Olivia d'Abo) koja jedina može taknti dijamantni rog boga Dagotha i njen tjelohranitelj Bombaat (Wilt Chamberlain).
Conan spašava čarobnjaka Akira (Mako Iwamatsu) i ratnicu Zulu (Grace Jones) koji im se pridužuju na zadatku. Dok se odmaraju na jezeru nasuprot dvorca Toth Amon otima princezu Jehnnu čija bi smrt kraljici osigurala doživotno prijestolje.

## Uloge
- Arnold Schwarzenegger - Conan
- Grace Jones - Zula
- Olivia d'Abo - princeza Jehnna
- Mako Iwamatsu - čarobnjak Akira
- Tracey Walker - Malak
- Wilt Chamberlain - Bombaat
- Sarah Douglas - kraljica Taramis
- Pat Roach - čarobnjak Thoth-Amon

## Vanjske poveznice
- Conan the Destroyer na Internet Movie Databaseu (engl.)
- Conan razarač - filmski.net  Arhivirana inačica izvorne stranice od 29. kolovoza 2008. (Wayback Machine)